# 周斌
周 斌（しゅう ひん、1417年 - 1473年）は、明代の官僚。字は国用。本貫は永平府昌黎県。

## 生涯
1451年（景泰2年）、進士に及第し、監察御史に任じられた。1457年（天順元年）、周斌は御史の張鵬らとともに石亨と曹吉祥を違法の諸事で弾劾しようとした。しかし先立って給事中の王鉉がこのことを石亨に漏らしていた。石亨と曹吉祥が泣いて英宗に訴え、張鵬らが宦官の張永の甥を殺し、党派を結んで排斥を図っていると誣告した。周斌は江陰知県に降格された。江陰県で水利を興し、河港を開通させた。江陰県の民は「旱魃が災となった。周公が禱ると、甘露の雨が来た。洪水が患となった。周公が禱ると陰気な雨は散じた」と歌った。1463年（天順7年）、推薦により開封府知府に抜擢された。江陰県を去るにあたって、民は周斌を祀る生祠を立てた。のちに周斌は陝西参政に転じた。開封府を去るにあたって、民は泣いて周斌を見送った。1473年（成化9年）、周斌は広東右布政使に転じた。広東に着任して1月も経たないうちに死去した。享年は57。